# VoWiFi
VoWiFi (Voice over Wi-Fi, также VoWLAN — Voice over WLAN) — технология передачи голоса по беспроводной локальной сети в соответствии со стандартами IEEE 802.11 для голосового разговора. По сути, это передача голоса по IP (IP-телефония) по сети Wi-Fi. В большинстве случаев сеть Wi-Fi и голосовые компоненты, поддерживающие голосовую систему, находятся в частной собственности.
VoWiFi может осуществляться через любое устройство, имеющее выход в интернет, включая ноутбук, КПК или устройства VoWiFi, которые выглядят и функционируют как DECT-телефоны и сотовые телефоны. Как и в случае с IP-DECT, основными преимуществами VoWiFi для потребителей являются более дешёвые местные и международные звонки, бесплатные звонки на другие устройства VoWLAN и упрощенный интегрированный биллинг как для телефонных, так и для интернет-провайдеров.
Хотя VoWiFi и 3G имеют определенные сходства функций, VoWiFi отличается тем, что использует беспроводную интернет-сеть (обычно 802.11), а не сотовую сеть. И VoWiFi, и 3G используются по-разному, хотя при применении фемтосоты они могут предоставлять пользователям аналогичные услуги и могут рассматриваться как альтернативы друг другу. 

## Применение
При применении технологии локально расположенная организация может использовать существующую сеть Wi-Fi для осуществления звонков IP-телефонии с низкой или нулевой стоимостью по аналогии с наземной мобильной радиосистемой или рациями с функцией PTT и экстренными вещательными каналами. VoWiFi также используется во многих местах для обеспечения связью мобильных сотрудников, таких как водители служб доставки. Эти сотрудники должны пользоваться услугами 3G для обеспечения сотовой компанией передачи данных между портативными устройствами и серверной сетью компании.

## Преимущества
Использование VoWiFi имеет ряд преимуществ для таких организаций, как больницы и склады. К таким преимуществам можно отнести повышенную мобильность и экономию средств. Например, медсестры и врачи в больнице могут поддерживать голосовую связь в любое время с меньшими затратами по сравнению с сотовой связью.

## Типы
- Расширение мобильной сети с помощью Generic Access Network
- Построение локальной сети, независимой от сети сотового оператора